# Sisyra bakeri
Sisyra bakeri är en insektsart som beskrevs av Banks 1913. Sisyra bakeri ingår i släktet Sisyra och familjen svampdjurssländor. Inga underarter finns listade i Catalogue of Life.